# Old Orchard Beach
Old Orchard Beach település az Amerikai Egyesült Államok Maine államában, York megyében. Lakosainak száma 8960 fő (2020. április 1.).

## Közlekedés
A települést érinti az Amtrak egyik távolsági vasúti járata is, a Downeaster.

## Népesség
A település népességének változása:

| 2010 | 8 624 |
| 2020 | 8 960 |